# Amacja
Amacja (hebrejsky אֲמַצְיָה, v oficiálním přepisu do angličtiny Amazya, přepisováno též Amatzia) je vesnice typu mošav v Izraeli, v Jižním distriktu, v Oblastní radě Lachiš.

## Geografie
Leží v nadmořské výšce 363 metrů v zalesněné krajině na pomezí pahorkatiny Šefela a Judských hor. Severně od obce protéká vodní tok Nachal Lachiš. Jižně od vesnice je to vádí Nachal Adorajim.
Obec se nachází 37 kilometrů od břehu Středozemního moře, cca 62 kilometrů jihojihovýchodně od centra Tel Avivu, cca 41 kilometrů jihozápadně od historického jádra Jeruzalému a 16 kilometrů jihovýchodně od města Kirjat Gat. Amacji obývají Židé, přičemž osídlení v tomto regionu je etnicky převážně židovské. Vesnice leží ovšem jen necelé 3 kilometry od Zelené linie, která odděluje Izrael v jeho mezinárodně uznávaných hranicích od Západního břehu Jordánu s převážně arabskou (palestinskou populací). Počátkem 21. století byly ovšem tyto arabské oblasti fyzicky odděleny pomocí bezpečnostní bariéry.
Amacja je na dopravní síť napojena pomocí lokální silnice číslo 3415.

## Dějiny
Vesnice je pojmenována podle biblické postavy Amasjáše zmiňovaného například v Druhé knize kronik 25,1 Ten měl podle Bible zemřít právě v regionu Lachiš.
Byla založena v roce 1955. Šlo o součást jednotně koncipované sídelní sítě budované v regionu Chevel Lachiš po vzniku státu Izrael. Zakladateli mošavu byli členové polovojenských osadnických oddílů Nachal, kteří se zde usadili nedaleko místa, kde do roku 1948 stávala vesnice al-Davajima, která byla během války za nezávislost vysídlena. Roku 1957 se osada proměnila na ryze civilní sídlo, jehož rozvoj zajišťovala organizace Miškej Cherut Betar. Do roku 1967 šlo o pohraniční osadu, jejímž úkolem bylo posílit židovské osídlení poblíž Zelené linie a zamezit arabské přeshraniční infiltraci z prostoru města Hebron.

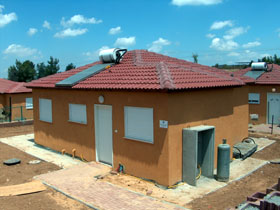
Provizorní ubytování pro rodiny evakuované z Gazy v mošavu Amacja

Součástí obce je provizorní tábor pro ubytování židovských rodin evakuovaných v rámci plánu jednostranného stažení roku 2005 z pásma Gazy. Tábořiště má kapacitu 65 bytových jednotek. Obec plánuje stavební expanzi o 140 domů. Příslušné plány ještě ale nebyly definitivně schváleny. Místní ekonomika je založena na zemědělství (pěstování polních plodin a révy, chov dobytka) a turistickém ruchu. V osadě funguje společenské středisko a sportovní areály.
Počátkem roku 2012 začalo na severozápadním okraji vesnice budování zcela nové obce Karmej Katif, do které se mají přestěhovat vysídlenci z Gazy, pobývající dosud v provizorní čtvrti v Amacji. Zároveň byla uzavřena dohoda mezi státem a představiteli Amacji, na jejíchž pozemcích Karmej Katif vyrůstá. Příslušná lokalita byla obcí Amacja vrácena státu, který jí za to poskytl jiné pozemky a zároveň umazal část obecních dluhů.

## Demografie
Podle údajů z roku 2014 tvořili naprostou většinu obyvatel v Amacji Židé (včetně statistické kategorie "ostatní", která zahrnuje nearabské obyvatele židovského původu ale bez formální příslušnosti k židovskému náboženství).
Jde o menší obec vesnického typu s populací, která po dlouhodobé stagnaci začala po roce 2005 v souvislosti s příchodem rodin vysídlených z Gazy prudce narůstat. K 31. prosinci 2014 zde žilo 536 lidí. Během roku 2014 populace klesla o 1,7 %.
| Rok            | 1961 | 1972 | 1983 | 1995 | 2001 | 2003 | 2004 | 2005 | 2006 | 2007 | 2008 | 2009 | 2010 | 2011 | 2012 | 2013 | 2014 |
| -------------- | ---- | ---- | ---- | ---- | ---- | ---- | ---- | ---- | ---- | ---- | ---- | ---- | ---- | ---- | ---- | ---- | ---- |
| Počet obyvatel | 23   | 91   | 115  | 113  | 125  | 129  | 137  | 150  | 329  | 468  | 505  | 455  | 494  | 523  | 536  | 545  | 536  |